# USS Monitor
El USS Monitor (30 de enero de 1862 - 31 de diciembre de 1862) fue el primer buque de guerra blindado puesto en servicio por la Armada de los Estados Unidos.
Es famoso por participar en el primer enfrentamiento entre dos buques de guerra blindados, en la batalla de Hampton Roads, el 9 de marzo de 1862 durante la Guerra de Secesión, en la cual el Monitor se enfrentó con el buque blindado CSS Virginia de la Armada de los Estados Confederados. El USS Monitor fue el primero de una larga línea de buques de guerra de los Estados Unidos de esta clase y el término “monitor” describe una amplia gama en el arte europeo en la defensa de puertos.
Los acorazados eran una innovación reciente, comenzada en 1859 con La Gloire (buque de guerra acorazado) y el HMS Warrior. Después, el diseño de naves y la naturaleza de la guerra naval cambiaron drásticamente.

## Historia y diseño
El USS Monitor fue el primero de tres buques blindados ordenados por la Armada de Estados Unidos, seguido por el USS Galena y el USS New Ironsides.

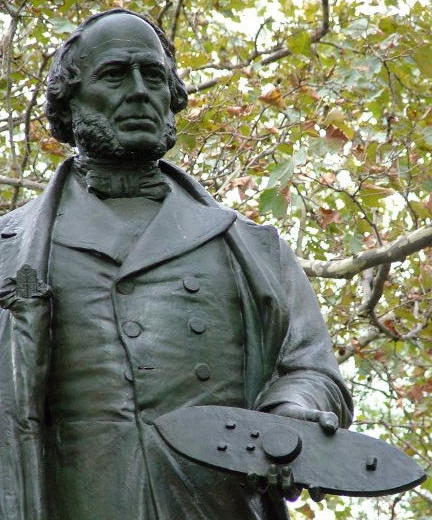
Estatua de John Ericsson en Battery Park (ciudad de Nueva York), sosteniendo el modelo del Monitor en sus manos.

Diseñado por el ingeniero sueco John Ericsson, el USS Monitor fue descrito como "un queso sobre una balsa", consistiendo su armamento en una torreta giratoria de hierro en su cubierta, conteniendo dos grandes cañones Dahlgren de 11 pulgadas, apareados. El diseño original del buque utilizó un sistema de metal para obturar las troneras de la torreta y proteger los cañones mientras se recargaban. Sin embargo, la operación de obturado demostró ser tan incómoda, que los artilleros adoptaron el simple procedimiento de rotar la torreta lejos del fuego hostil para recargar los cañones. Además, la inercia de la torreta que giraba demostró ser tan grande, que el sistema que detenía la torreta en el momento de disparar los cañones, solamente fue implementado en los modelos posteriores de la Clase Monitor. La tripulación del USS Monitor resolvió el problema de la inercia de la torreta, disparando los cañones mientras esta pasaba apuntando el blanco. Este procedimiento era de una dudosa precisión, pero dada la cercanía en la cual el USS Monitor operaba, la pérdida de precisión no era tan crítica.

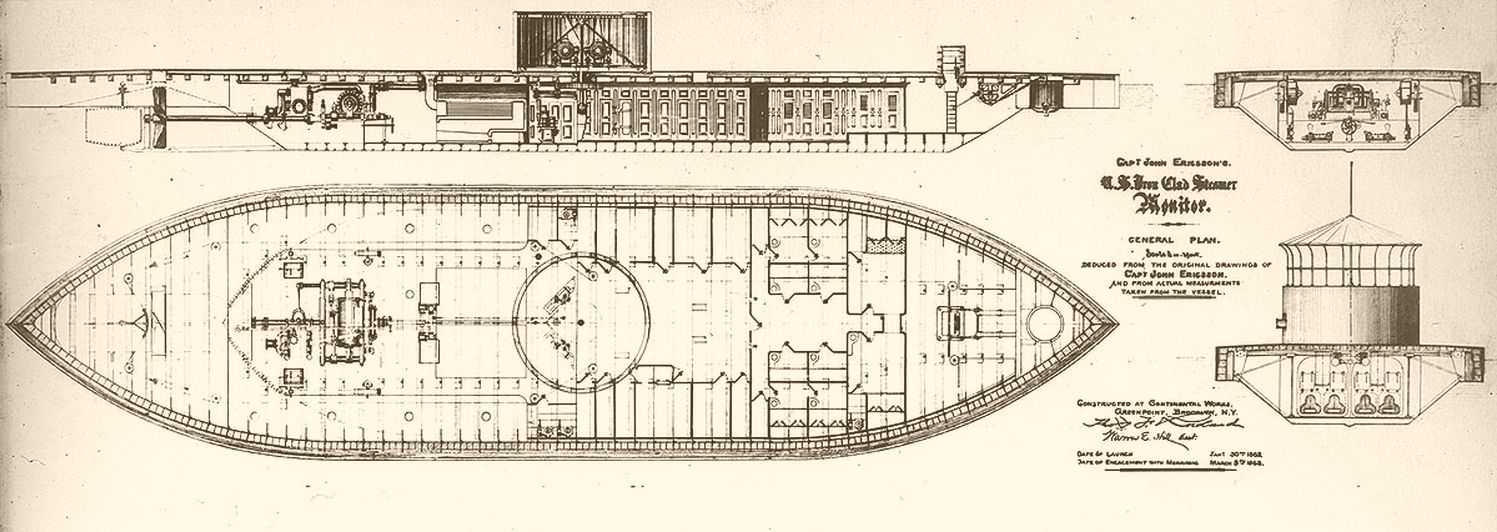
Los planos originales del USS Monitor.

La cubierta blindada asomaba apenas sobre la línea de flotación. Tenía además una pequeña caseta de control, una chimenea desmontable y algunas guarniciones. La estructura principal de la nave estaba por debajo de la línea de flotación para prevenir el daño de los impactos enemigos. La torreta estaba construida por 8 capas de planchas de hierro empernadas juntas, de 1 pulgada, con una novena plancha adicional interior que actuaba como protector acústico. Una máquina de vapor hacía girar la torreta.
El blindaje del casco que cubría el resto del casco impermeable, era de solamente de 5/8 pulgadas de espesor. De esta manera las partes vulnerables de la nave quedaban completamente protegidas. El casco del USS Monitor fue construido en los astilleros Continental Iron Works, en el barrio Greenpoint del distrito de Brooklyn, en Nueva York, y el buque fue lanzado el 30 de enero de 1862.
Hay una estatua en el parque Monsignor McGolrick en Greenpoint, frente a la calle Monitor Street, conmemorando el buque.
El USS Monitor fue una innovación técnica de construcción y diseño. Las piezas fueron forjadas en nueve fundiciones y reunidas para construir el buque; el proceso entero tomó menos de 120 días. Además del “queso”, (torreta), Ericsson anticipó algunos aspectos del diseño del submarino moderno, con las características del USS Monitor, excepto la torreta y la caseta de control, haciéndola la primera nave semisumergible. En cambio, el CSS Virginia tenía un casco de madera convencional, cubierto enteramente con planchas de hierro y una estructura con cañones fijos.

## Batalla de Hampton Roads

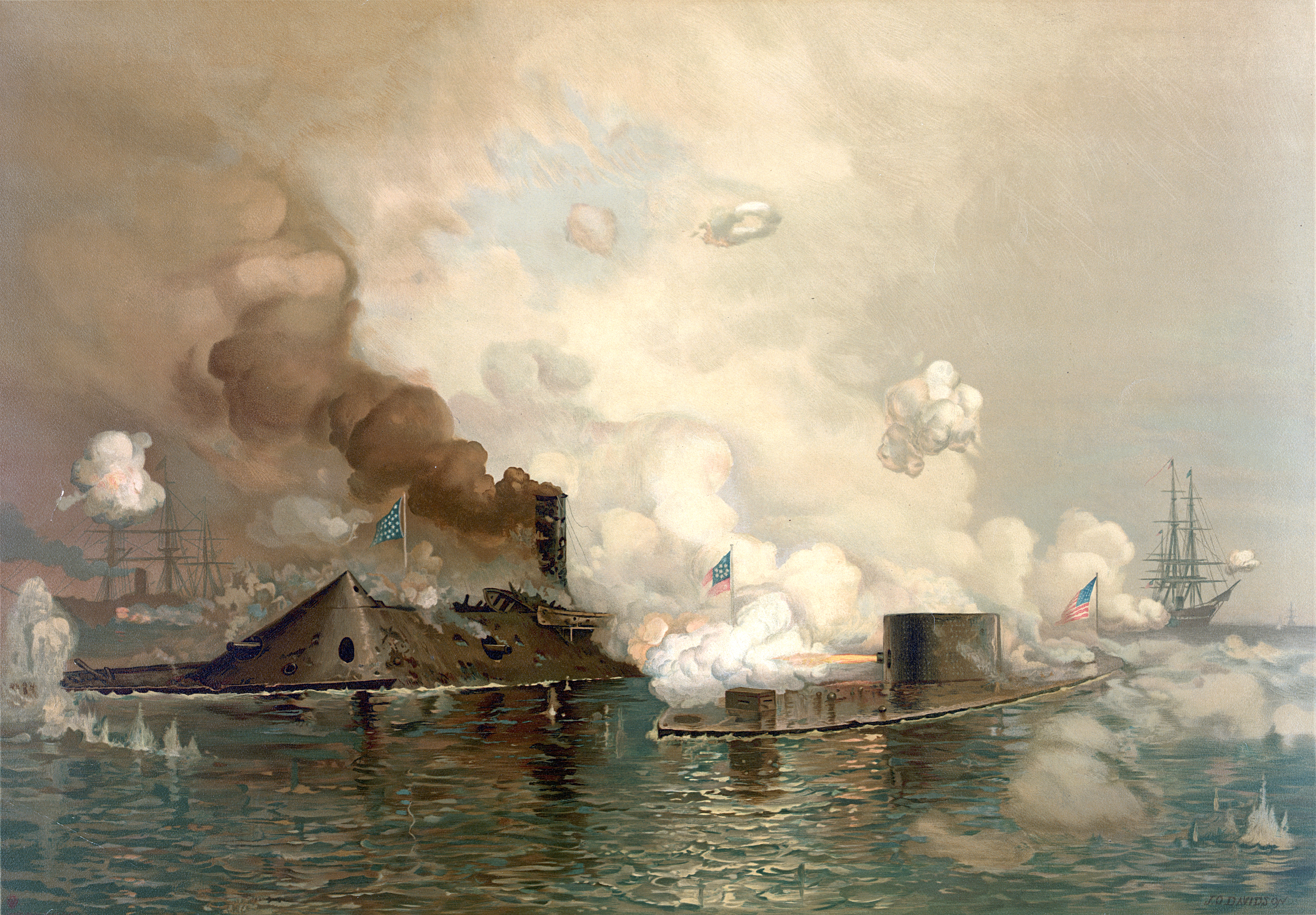
El USS Monitor en batalla naval contra el CSS Virginia.

En la batalla de Hampton Roads, el CSS Virginia atacó a la escuadra de la Unión que bloqueaba Hampton Roads (estado de Virginia), el 8 de marzo de 1862, destruyendo al USS Cumberland y al USS Congress, forzando al USS Minnesota a encallar, antes de retirarse. Esa noche, el USS Monitor, bajo el mando del teniente John L. Worden, fue llevado a remolque a Brooklyn. Cuando el CSS Virginia volvió al día siguiente para destruir al USS Minnesota y al resto de la flota de la Unión, el USS Monitor se cruzó para detenerlo. Los acorazados se enfrentaron durante cerca de cuatro horas, pero ninguno hundió o dañó seriamente al otro. Tácticamente la batalla fue inútil, ninguno de los dos dañó al otro, sin embargo, fue una victoria estratégica para el USS Monitor. La misión del CSS Virginia era romper el bloqueo que la Unión mantenía sobre el puerto y esa misión falló; la misión del USS Monitor era proteger la flota de la Unión, lo cual cumplió. El CSS Virginia ocupó el campo de batalla, luego que el USS Monitor se retirara momentáneamente, después de que le saltara pólvora en los ojos al capitán. Los dos buques no volvieron a entablar combate nuevamente.

## El buque de guerra Clase Monitor

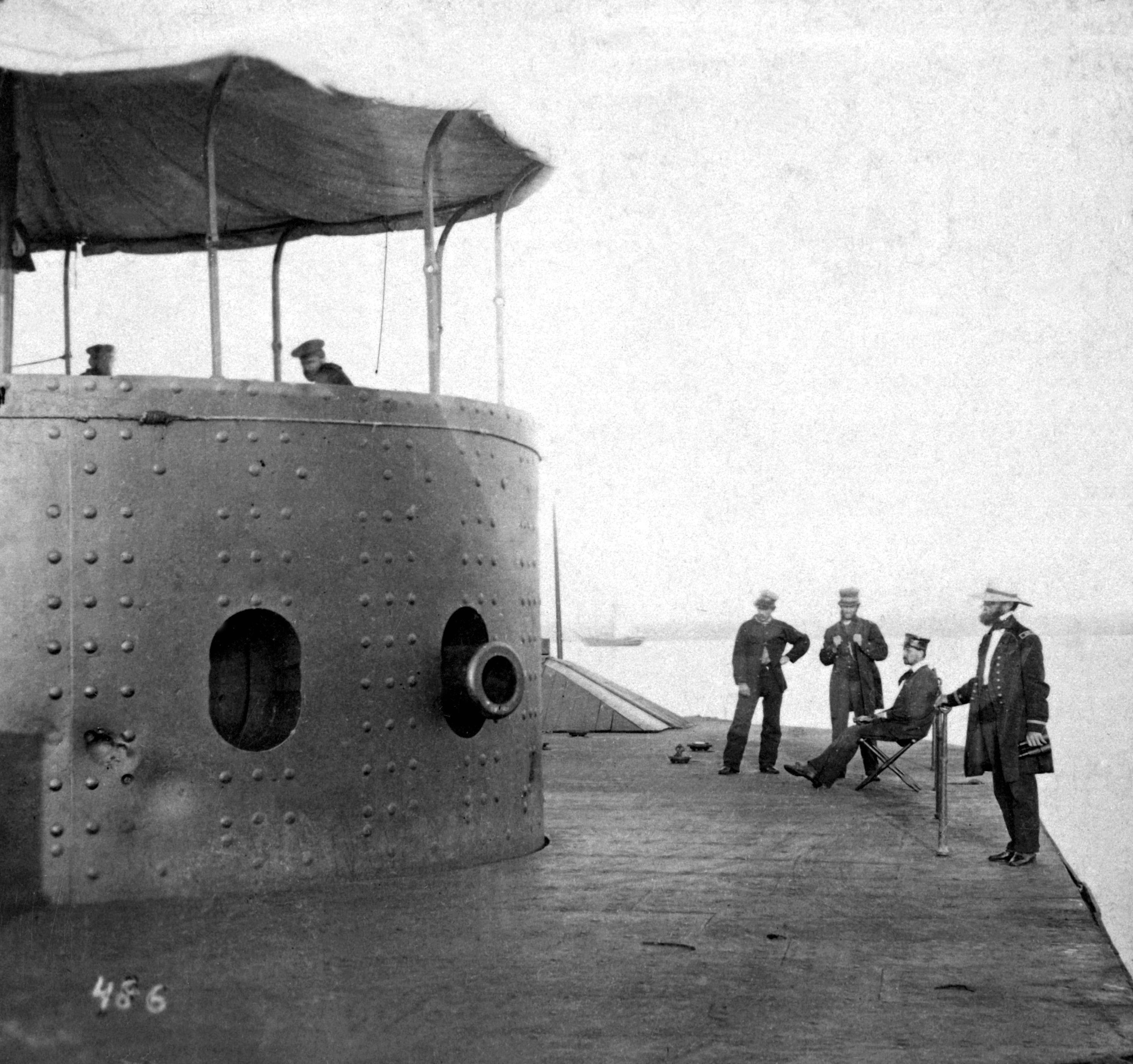
Algunos desperfectos en la torreta del USS Monitor tras el enfrentamiento con el CSS Virginia.

El USS Monitor se convirtió en el prototipo para el buque de guerra Clase Monitor. Muchos más fueron construidos, incluyendo monitores fluviales y de alta mar, y desempeñaron papeles dominantes en batallas de la Guerra de Secesión en los ríos Misisipi y James. Algunos tenían dos o hasta tres torretas, y los últimos en construirse habían mejorado su navegabilidad.
Tres meses después de la famosa batalla de Hampton Roads, el diseño del Monitor fue vendido a Suecia, y en 1865 el primer monitor sueco fue construido en el astillero del muelle Motala en Norrköping y fue bautizado con el nombre de John Ericsson en honor al ingeniero que lo diseñó. Le siguieron 14 buques más del mismo tipo. Uno de ellos, todavía se conserva en el Museo Marino de Gotemburgo.
El último buque de guerra tipo Monitor de la Armada de Estados Unidos, fue dado de baja en 1937.

## Perdido en el mar

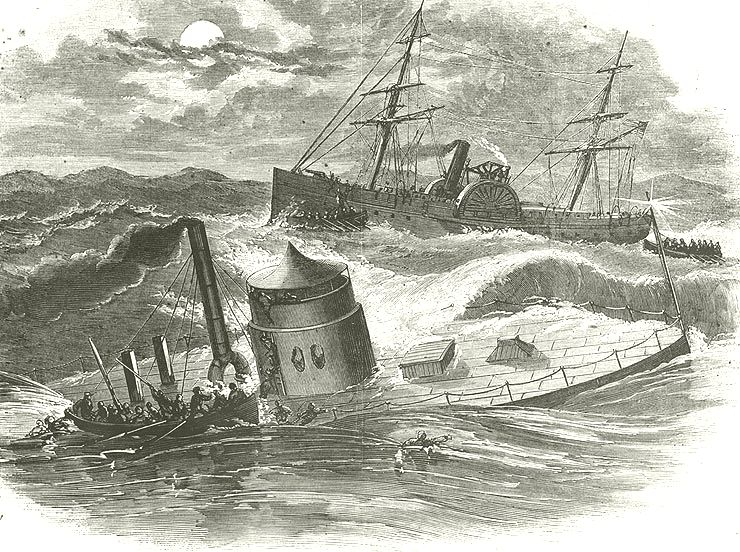
Grabado del hundimiento del Monitor. Atrás aparece el USS Rhode Island (de 1861).

Mientras que el diseño del USS Monitor estaba bien adaptado para el combate en aguas fluviales y costeras, su baja cubierta y pesada torreta lo hacían muy inestable en alta mar. Esta característica condujo probablemente a la pérdida del USS Monitor durante una fuerte tormenta. Hundido por las mareas altas cerca de Rhode Island, el 31 de diciembre de 1862, en el océano Atlántico, en el cabo Hatteras (estado de Carolina del Norte), 16 de los 62 tripulantes murieron en la tormenta.
El nombre Monitor fue dado al transporte de tropas USS Monitor (LSV-5), comisionado en la Segunda Guerra Mundial (1939-1945). Desempeñó servicios sobre todo en el teatro de operaciones del Pacífico, y fue vendido como chatarra más tarde.

## Redescubrimiento

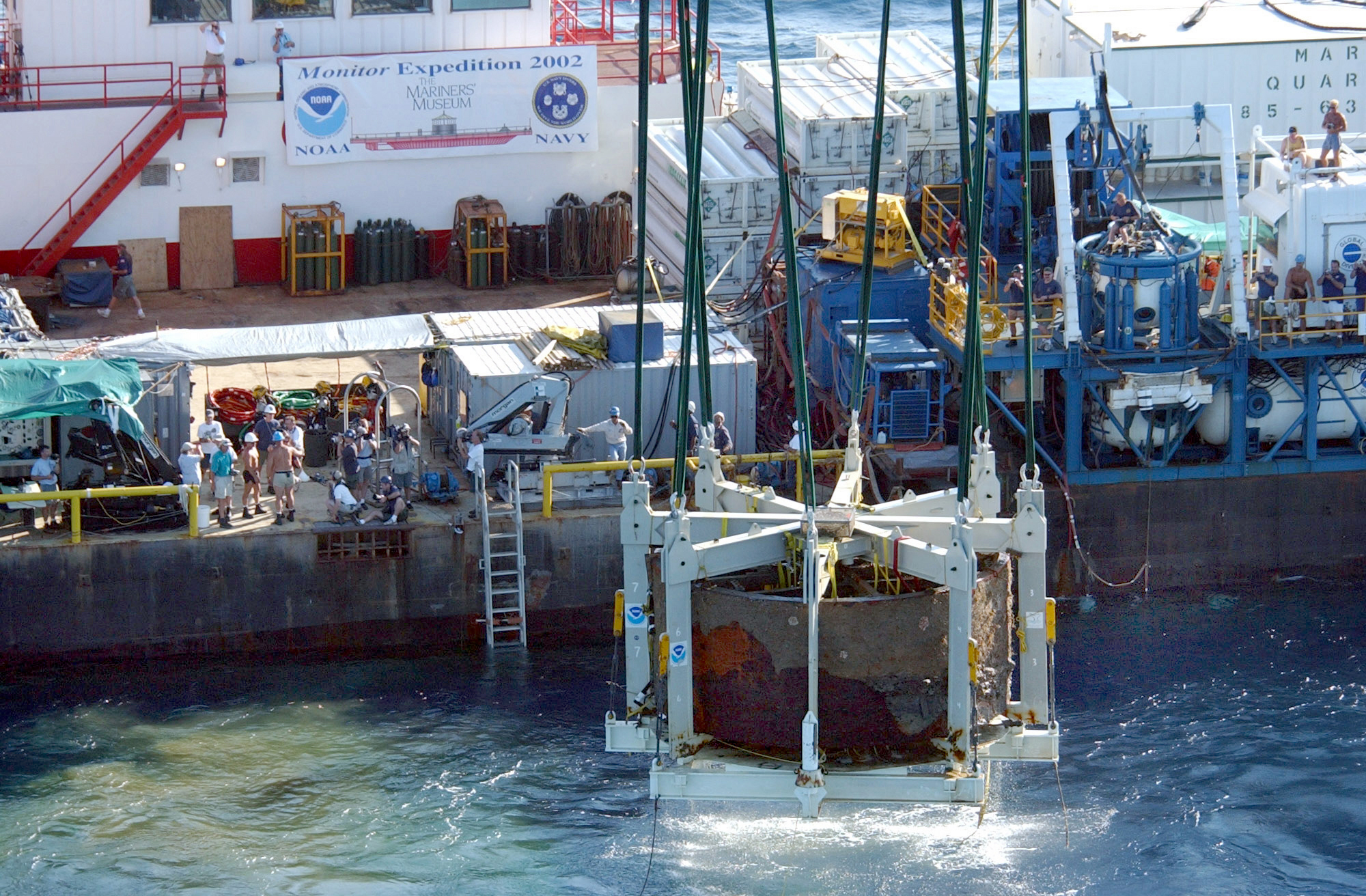
Extracción de la torreta del USS Monitor de su pecio.

En 1973 los restos del USS Monitor fueron encontrados en las profundidades del océano Atlántico, a 16 millas al sudeste de cabo Hatteras (estado de Carolina del Norte).
El sitio del naufragio fue designado como santuario marítimo de los Estados Unidos.
En 1998 el ancla del USS Monitor fue izada a la superficie. El 16 de julio de 2001, los buceadores del National Marine Sanctuary Monitor (‘santuario nacional marino monitor’) sacaron a la superficie el pecio del USS Monitor; y en 2003, después de 41 días de trabajo, la revolucionaria torreta rotatoria fue rescatada por la NOAA (Administración Nacional Oceánica y Atmosférica, por sus siglas en inglés) y un equipo de buzos de la Armada de los Estados Unidos. Previamente a la retirada de la torreta, los buceadores descubrieron los restos de dos miembros de la tripulación que murieron atrapados. A los restos de estos marinos que murieron mientras estaban de servicio, se les dio funeral militar por la Armada de los Estados Unidos.
El sitio está ahora bajo la supervisión de la NOAA. Muchos de los elementos del USS Monitor, incluida su torreta, la hélice, ancla, la máquina de vapor y algunos efectos personales de la tripulación, se han conservado y se exponen en el Museo Marítimo de Newport News (estado de Virginia).
En 1986, fue designado Marca Histórica Nacional.

## Campaña para honrar al USS Monitor
La Cleveland Civil War Roundtable ha montando una campaña para persuadir al Congreso de los Estados Unidos y la Armada para dar el nombre Virginia a una clase después del submarino USS Monitor. A pesar de la fama y la originalidad de este innovador buque, no ha habido un buque de guerra llamado Monitor en el Registro de Buques navales desde 1961.

## Anexos
- Anexo:Buques blindados (1855-1880)